# Dolmen bei Birkenmoor

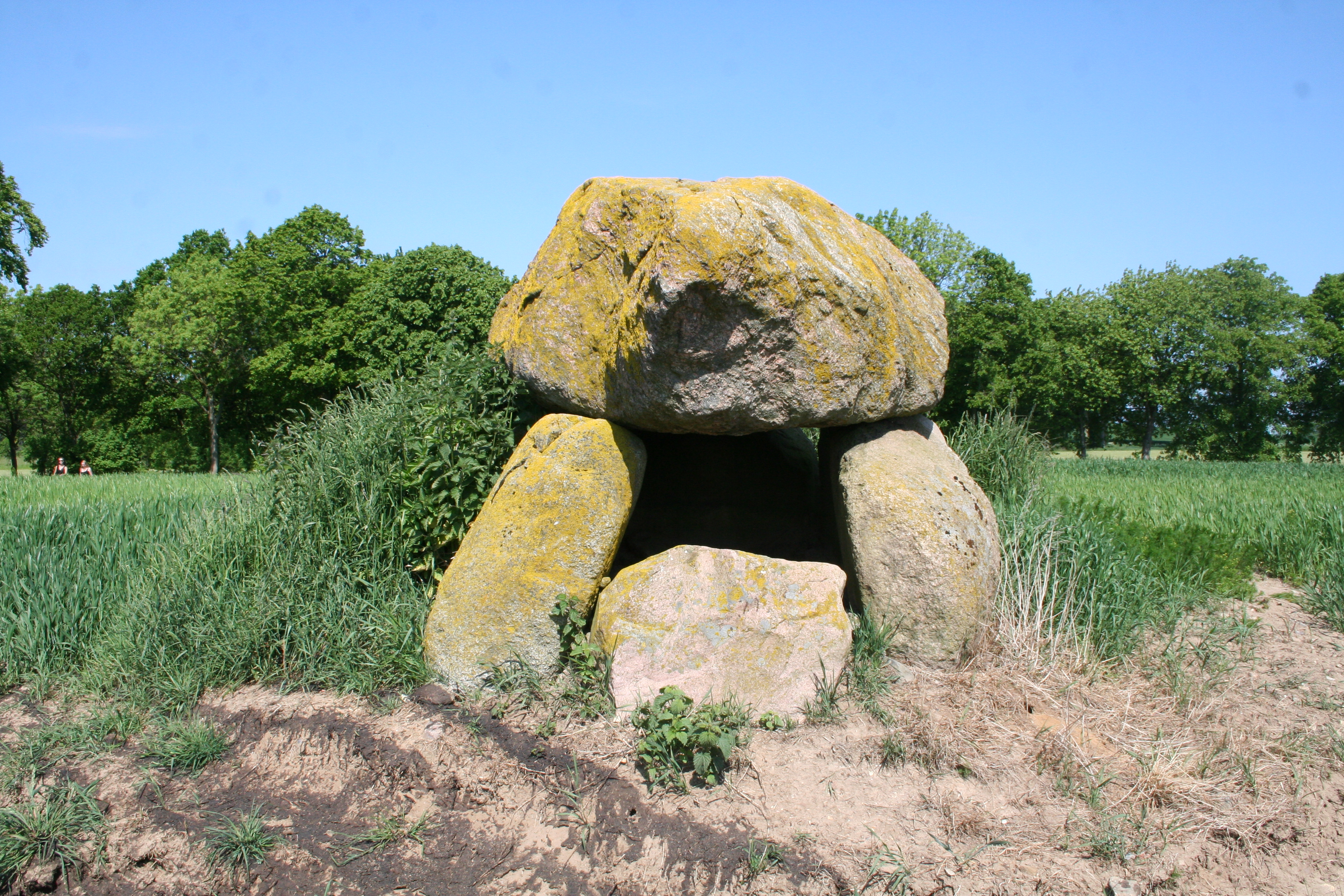
Der Dolmen bei Birkenmoor

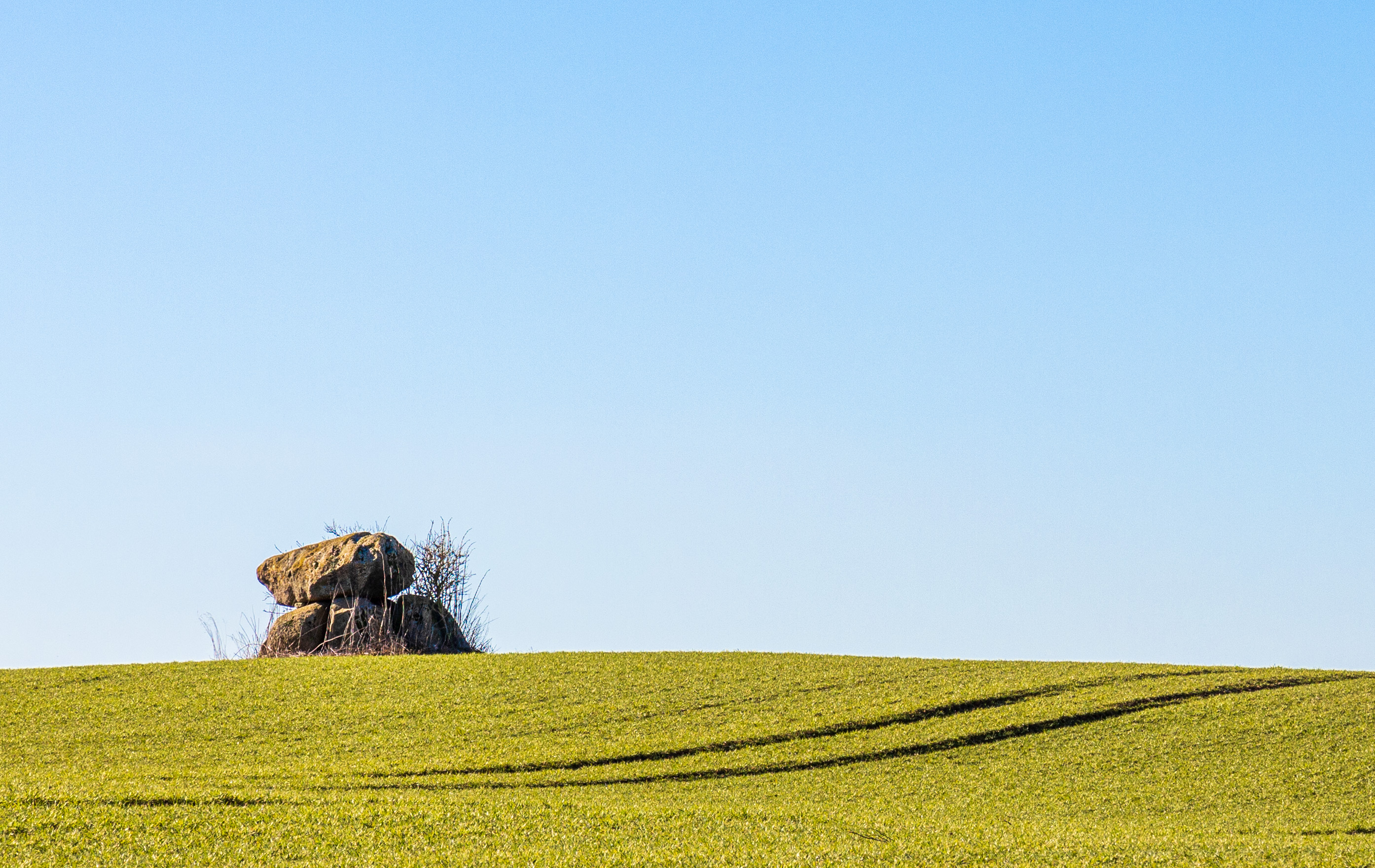
Der Dolmen bei Birkenmoor

Der Dolmen bei Birkenmoor ist ein jungsteinzeitliches Hünengrab/Großsteingrab beim Dorf Birkenmoor in der Gemeinde Schwedeneck im Kreis Rendsburg-Eckernförde in Schleswig-Holstein. Die Megalithanlage der Trichterbecherkultur (TBK) entstand zwischen 3500 und 2800 v. Chr. 
Der Dolmen befindet sich auf freiem Feld ca. 80 Meter südlich der Landesstraße 44 nahe Birkenmoor (direkt an der L 44 befindet sich ein weiterer Grabhügel). Erhalten sind die großen Tragsteine und der Deckstein der Grabkammer – von den ursprünglich vorhandenen Erdhügeln ist nichts mehr erhalten.
Der Dolmen wird auch unter Birkenmoor 14 oder (nach Ernst Sprockhoff) als Sprockhoff 131 geführt. 
Bei dem Dolmen handelt es sich um eines der Großsteingräber bei Birkenmoor, die sich auf dem Dänischen Wohld erhalten haben und unter Denkmalschutz stehen.

## Sonstiges
Etwa 900 m nordöstlich befindet sich der ähnliche Dolmen bei Kuhholzberg.